# Pyrilia caica
Pyrilia caica là một loài chim trong họ Psittacidae.